# Wolfisberg
Wolfisberg is een gemeente en plaats in het Zwitserse kanton Bern, en maakt deel uit van het district Oberaargau.
Wolfisberg telt 181 inwoners.